# Ochodaeus rugatus
Ochodaeus rugatus là một loài bọ cánh cứng trong họ Ochodaeidae. Loài này được Westwood miêu tả khoa học đầu tiên năm 1852.